# Camelon
Camelon (Camlann in lingua gaelica scozzese) è una località della Scozia, situata nell'area di consiglio di Falkirk.

## Storia
Oggetti dell'età del bronzo sono stati recuperati da tombe nell'area.
Camelon è il sito di una serie di fortificazioni romane  (Gask Ridge) costruite tra l'80 e l'83 d.C. ed è stato proposto come il forte
 più meridionale che separava le Highland dalle Lowlands.

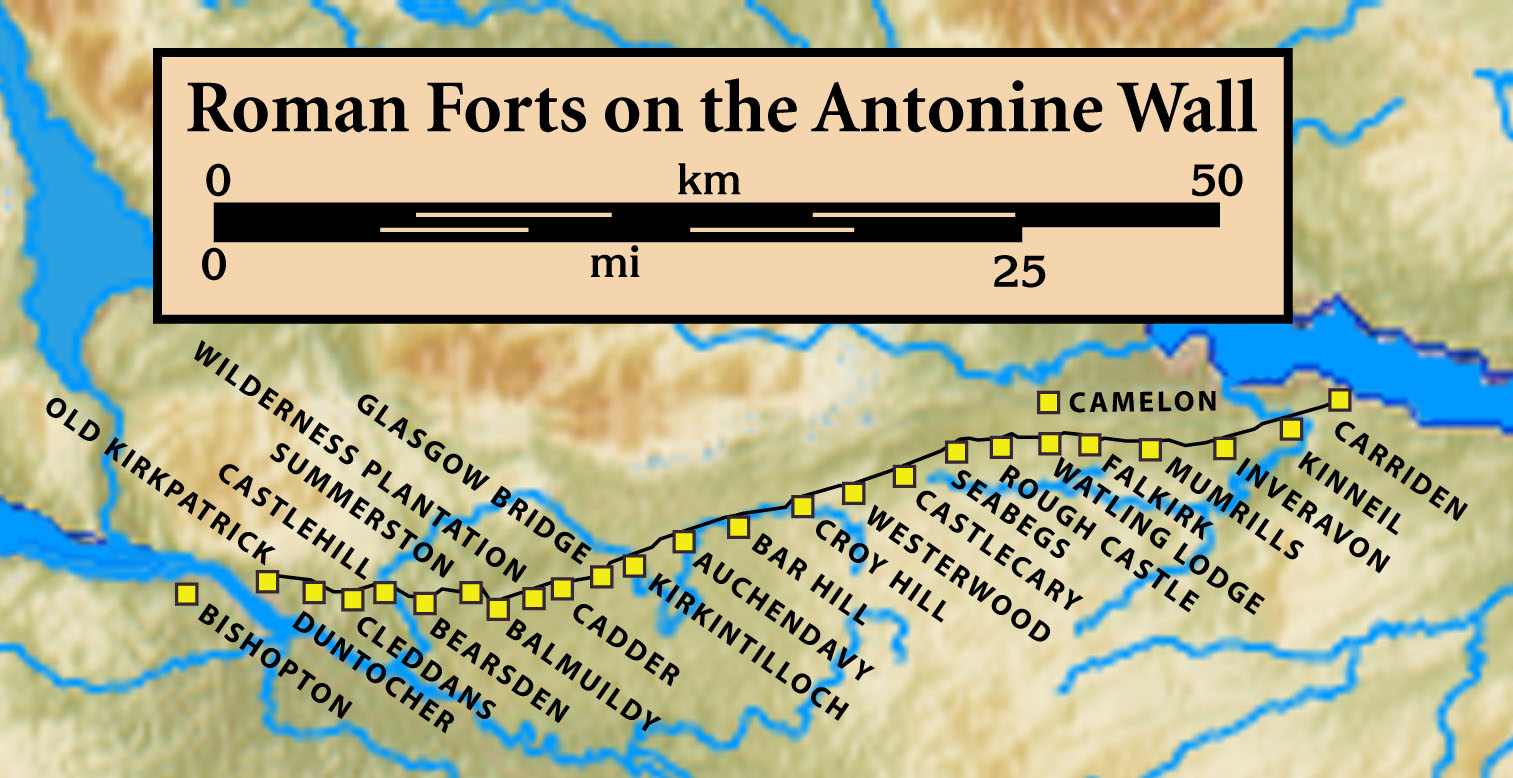
Forti e fortini del Vallo di Antonino da ovest a est

Il forte romano era a meno di un miglio a nord del Vallo di Antonino Un piatto in ceramica sigillata di Samo è stato trovato nel sito ed è ora esposto all'Hunterain Museum di Glasgow.
Ci fanno collegamenti con Arthur's O'on e con Camelot, ma il nome "Camelon" potrebbe essere in neologismo antiquario coniato dopo il XV sec. Il nome originario era probabilmente Carmore o Carmure. Il primo storico a menzionare Camelon fu Hectore Boece nel 1522 nella sua Historia Gentis Scotorum